# Robin Finck
Robin Finck (Park Ridge, 7 de novembro de 1971) é um guitarrista estadunidense, mais conhecido por suas contribuições para as bandas Nine Inch Nails e Guns N' Roses.

## Biografia
Finck cresceu em Marietta, Georgia e tocou com várias bandas independentes por Atlanta durante e após o colegial. Seu primeiro grande trabalho foi quando entrou no Nine Inch Nails, como parte da banda para turnê em 1994-95, com alguns shows sendo parte do álbum Closure. Assim que a turnê foi completada, juntou-se e tocou com a trupe do Cirque du Soleil. No circo, ele conheceu Bianca Sapetto, uma acrobata com quem ele se casou em 2001.
Em 1997, foi recrutado, por sugestão do então baterista Matt Sorum, a se juntar ao Guns N' Roses para substituir Slash e trabalhar no novo álbum, assinando um contrato de dois anos para trabalhar no disco Chinese Democracy. Ao fim do contrato, voltou para a banda de Trent Reznor, e embarcou na turnê do álbum do Nine Inch Nails The Fragile, que mais tarde inspirou o DVD ao vivo And All That Could Have Been, em 2002.
Finck retornou à Guns no final de 2000, dividindo a guitarra-solo com Buckethead, que saiu do grupo em 2004. Os dois participaram de uma música na trilha sonora de Fantasmas de Marte (2000), com o Anthrax, Buckethead e Steve Vai. Finck permaneceu oito anos na Guns, participando de 118 shows, e rejeitando uma proposta de voltar para o Nine Inch Nails na turnê de With Teeth. Em 2007, contribuiu com arte para o álbum Frames, do Oceansize.
Em 2008, o Guns N' Roses anunciou a saída de Finck, que em novembro do mesmo ano estava presente em todas as faixas do álbum Chinese Democracy, com sete solos, crédito como co-autor de "Better" (lançada como single), e créditos adicionais por teclados e arranjos. Finck se juntaria à banda mais uma vez em um show em West Hollywood de 2012, tocando sua composição "Better". No mesmo ano, voltou ao Nine Inch Nails, e participou das gravações do álbum The Slip. 
Em 2009, Finck tocou na que Trent Reznor declarou ser a última turnê ao vivo do Nine Inch Nails. Porém Reznor mudou de ideia em 2013, e Finck participou de todos os concertos desde então. Sua extensa colaboração com o Nine Inch Nails levou Finck a ser um dos músicos listados na introdução da banda no Hall da Fama do Rock and Roll em 2020.

## Estilo
Robin é conhecido pelo jeito extravagante, fazendo uso de maquiagem e roupas góticas para criar uma presença de palco, cabelos diferentes entre uma turnê e outra (na Guns N' Roses, iniciou com cabelo raspado pela metade e em 2006 trajava um estilo mais hippie, com longos cabelos e barba) e danças excêntricas durante músicas.
Finck é notado no Brasil por ter tocado e cantado (em português) no Rock In Rio 3 a música "Sossego", clássico da soul music brasileira nos anos 70 composta por Tim Maia.